# سی‌سی‌جی‌ایچ وابان-اکی
سی‌سی‌جی‌ایچ وابان-اکی (به انگلیسی: CCGH Waban-Aki) یک کشتی است که طول آن ۲۴٫۵ متر (۸۰ فوت ۵ اینچ) می‌باشد. این کشتی در سال ۱۹۸۷ ساخته شد.